# Salvador Martínez Surroca
 (septembre 2014).
Si vous disposez d'ouvrages ou d'articles de référence ou si vous connaissez des sites web de qualité traitant du thème abordé ici, merci de compléter l'article en donnant les références utiles à sa vérifiabilité et en les liant à la section « Notes et références ».
Salvador Martínez Surroca, plus connu comme Surroca, né à Cieza (Région de Murcie) est un footballeur espagnol des années 1920 et 1930 qui jouait au poste de défenseur. Il a notamment joué au FC Barcelone entre 1920 et 1926.

## Biographie
Salavador Martínez Surroca joue au FC Barcelone sous la présidence de Hans Gamper et avec des coéquipiers tels que Ricardo Zamora, Pepe Samitier ou Paulino Alcántara. La présence au Barça du joueur Vicente Martínez entraîne l'utilisation du nom « Surroca » afin d'éviter la confusion.
Surroca fait montre de sa force lors de la finale de la Coupe d'Espagne de 1922 : au cours de la 2e mi-temps, un choc entre Surroca et le joueur Patricio de la Real Unión suscite l'indignation du public. Le match est suspendu pendant vingt minutes tandis que le terrain est envahi par le public. Finalement, le Barça s'impose 5 à 1. L'équipe est reçue sous les vivats par une foule immense à son retour à Barcelone.
En 1926, il rejoint le FC Lleida et en 1927 le CE Manresa. En 1929, Surroca devient maître d'école dans le village de Talladell dans la province de Lérida.

## Palmarès
- Vainqueur de la Coupe d'Espagne en 1922 avec le FC Barcelone